# Rescrit impérial aux soldats et aux marins
 (février 2011).
Si vous disposez d'ouvrages ou d'articles de référence ou si vous connaissez des sites web de qualité traitant du thème abordé ici, merci de compléter l'article en donnant les références utiles à sa vérifiabilité et en les liant à la section « Notes et références ».

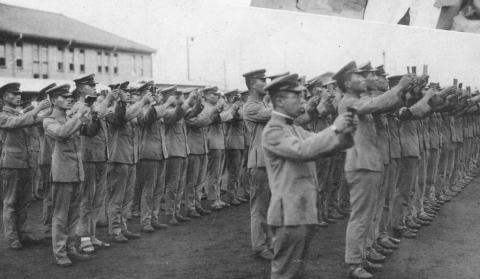
Lecture quotidienne du Rescrit impérial aux soldats et aux marins à l'académie militaire, 1939.

Le Rescrit impérial aux soldats et aux marins (軍人勅諭, Gunjin Chokuyu) fut délivré par l'empereur Meiji le 4 janvier 1882.
C'était le document le plus important dans le développement de l'Armée impériale japonaise et de la Marine impériale japonaise.

## Détails
Le Rescrit était censé être le code d'éthique officiel des militaires, et est souvent cité avec le Rescrit impérial sur l'éducation comme la base de l'idéologie nationale d'avant-guerre du Japon. Tous les effectifs militaires devaient mémoriser le document de 2 700 kanji par cœur.
Le manuscrit original fut écrit par Amane Nishi, un bureaucrate du ministère de l'armée et érudit de philosophie occidentale. Il fut massivement édité par Kowashi Inoue.
Le Rescrit fut présenté au ministre de la Guerre Aritomo Yamagata directement par l'empereur Meiji en personne lors d'une cérémonie spéciale tenue au palais impérial de Tokyo. Cette action sans précédent était censée symboliser le lien personnel entre l'empereur et l'armée, faisant d'elle en effet l'armée personnelle de l'empereur. Sorti peu de temps après la rébellion de Satsuma, le Rescrit appelait à la fidélité personnelle absolue de chaque membre de l'armée à l'empereur. Le Rescrit avertissait également les effectifs militaires d'éviter de participer aux partis politiques ou à la politique en général et d'éviter d'être influencés par les opinions courantes des journaux, ce qui reflète la méfiance de Yamagata envers les politiciens en particulier et la démocratie en général. Le Rescrit conseille également aux effectifs militaires d'être économes dans leurs habitudes personnelles (se référant de nouveau à la tradition samouraï), et respectueux et bienveillants envers les civils (se référant aux traditions européennes de chevalerie). Cependant, une clause que l'armée était subordonnée à l'autorité civile n'a pas été supprimée dans la version finale.[pas clair]
Le Rescrit contient également un certain nombre de thèmes confuciens comme « le respect envers les supérieurs, » et utilise également les influences bouddhistes comme « le soldat et le marin doivent viser la simplicité. »
Un précepte célèbre du Rescrit impérial aux soldats et aux marins déclare que « le devoir est plus lourd qu'une montagne ; la mort est plus légère qu'une plume. »